# Harponville
Harponville est une commune française située dans le département de la Somme, en région Hauts-de-France.

## Géographie

### Localisation
Ce village rural picard est situé entre Amiens et Arras, sur le versant nord de la vallée de l'Hallue.
Au lieu-dit la Hayette, en 1897, se trouve le seul écart communal, à 500 mètres du chef-lieu, constitué d'une seule maison.
En 2019, la localité est desservie par les autocars du réseau interurbain Trans'80 Hauts-de-France.

### Relief
Au niveau topographique, se remarquent, au nord, une petite vallée assez encaissée appelée vallée Madame et au sud-ouest, une zone boisée appelée bois de Longue Attente.

### Hydrographie
La commune est située dans le bassin Artois-Picardie. Elle n'est drainée par aucun cours d'eau.
« A Harponville, é bête et méchant, mais l'ieu ale coule in montant » (A Harponville, c'est bête et méchant mais l'eau coule en montant).
Face au village, se trouve une vallée sèche secondaire de l'Hallue. En 1897, une nappe située à 30 mètres de profondeur alimente les neuf puits du village. Les habitants recueillent l'eau de pluie dans des citernes.
La couche végétale est peu épaisse. Au nord et à l'est, elle est formée de terres argileuses mais se révèle plutôt calcaire au sud et à l'ouest. Le sous-sol est constitué de marnes, calcaires siliceux et terres glaises.
Cette devise s'explique par la présence de la mare en haut du village alors que l'ensemble du territoire est en pente du nord vers le sud.

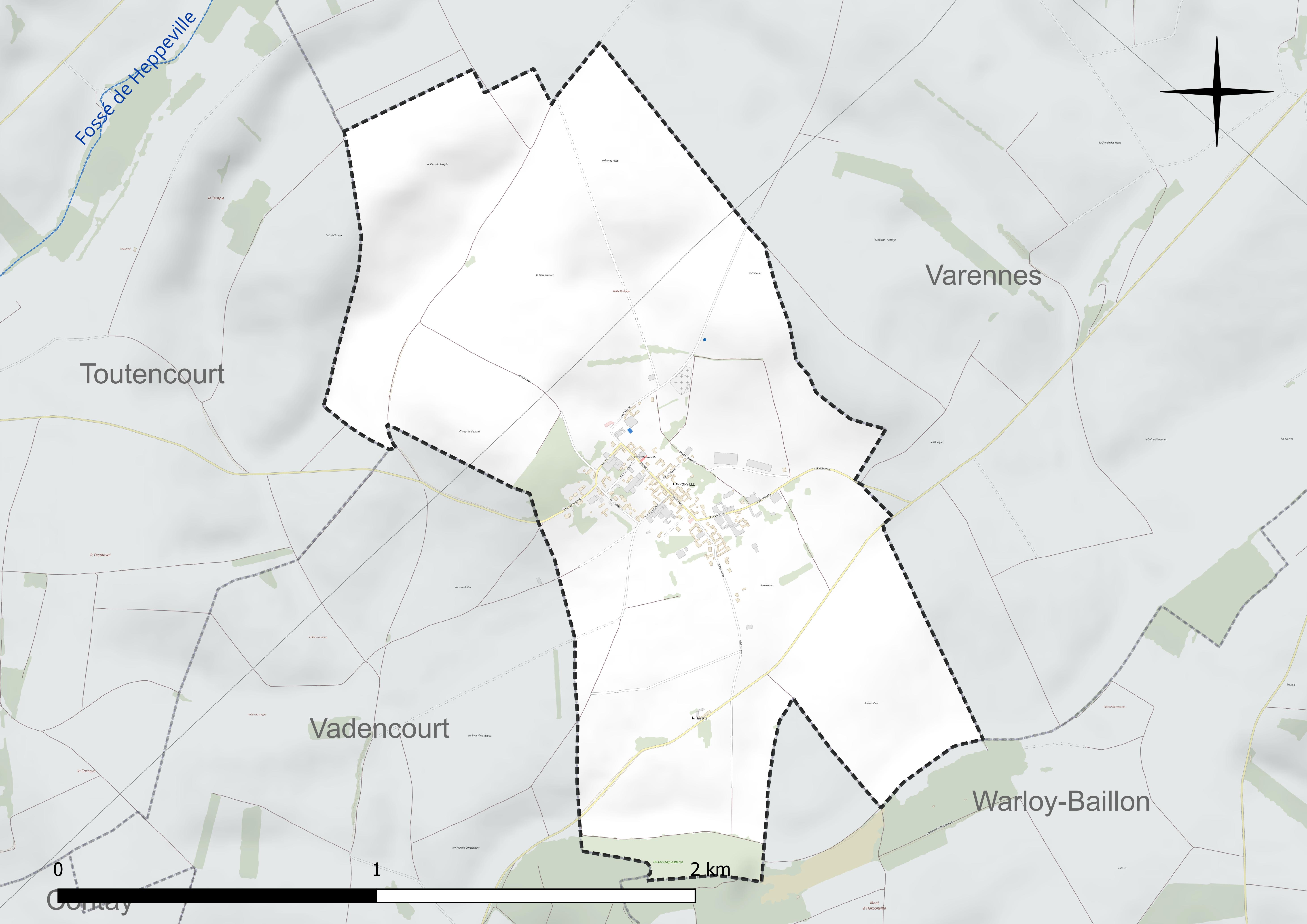
Réseau hydrographique d'Harponville.

### Climat
Pour des articles plus généraux, voir Climat des Hauts-de-France et Climat de la Somme.
En 2010, le climat de la commune est de type climat océanique dégradé des plaines du Centre et du Nord, selon une étude du CNRS s'appuyant sur une série de données couvrant la période 1971-2000. En 2020, Météo-France publie une typologie des climats de la France métropolitaine dans laquelle la commune est exposée à un climat océanique et est dans la région climatique Nord-est du bassin Parisien, caractérisée par un ensoleillement médiocre, une pluviométrie moyenne régulièrement répartie au cours de l'année et un hiver froid (3 °C).
Pour la période 1971-2000, la température annuelle moyenne est de 10 °C, avec une amplitude thermique annuelle de 14,4 °C. Le cumul annuel moyen de précipitations est de 798 mm, avec 12,7 jours de précipitations en janvier et 8,8 jours en juillet. Pour la période 1991-2020, la température moyenne annuelle observée sur la station météorologique la plus proche, située sur la commune de Méaulte à 13 km à vol d'oiseau, est de 10,7 °C et le cumul annuel moyen de précipitations est de 730,3 mm,. Pour l'avenir, les paramètres climatiques de la commune estimés pour 2050 selon différents scénarios d'émission de gaz à effet de serre sont consultables sur un site dédié publié par Météo-France en novembre 2022.

## Urbanisme

### Typologie
Au 1er janvier 2024, Harponville est catégorisée commune rurale à habitat dispersé, selon la nouvelle grille communale de densité à sept niveaux définie par l'Insee en 2022.
Elle est située hors unité urbaine. Par ailleurs la commune fait partie de l'aire d'attraction d'Amiens, dont elle est une commune de la couronne,. Cette aire, qui regroupe 369 communes, est catégorisée dans les aires de 200 000 à moins de 700 000 habitants,.

### Occupation des sols
L'occupation des sols de la commune, telle qu'elle ressort de la base de données européenne d'occupation biophysique des sols Corine Land Cover (CLC), est marquée par l'importance des territoires agricoles (89,3 % en 2018), une proportion identique à celle de 1990 (89,3 %). La répartition détaillée en 2018 est la suivante : 
terres arables (89,3 %), zones urbanisées (8,9 %), forêts (1,8 %). L'évolution de l'occupation des sols de la commune et de ses infrastructures peut être observée sur les différentes représentations cartographiques du territoire : la carte de Cassini (XVIIIe siècle), la carte d'état-major (1820-1866) et les cartes ou photos aériennes de l'IGN pour la période actuelle (1950 à aujourd'hui).

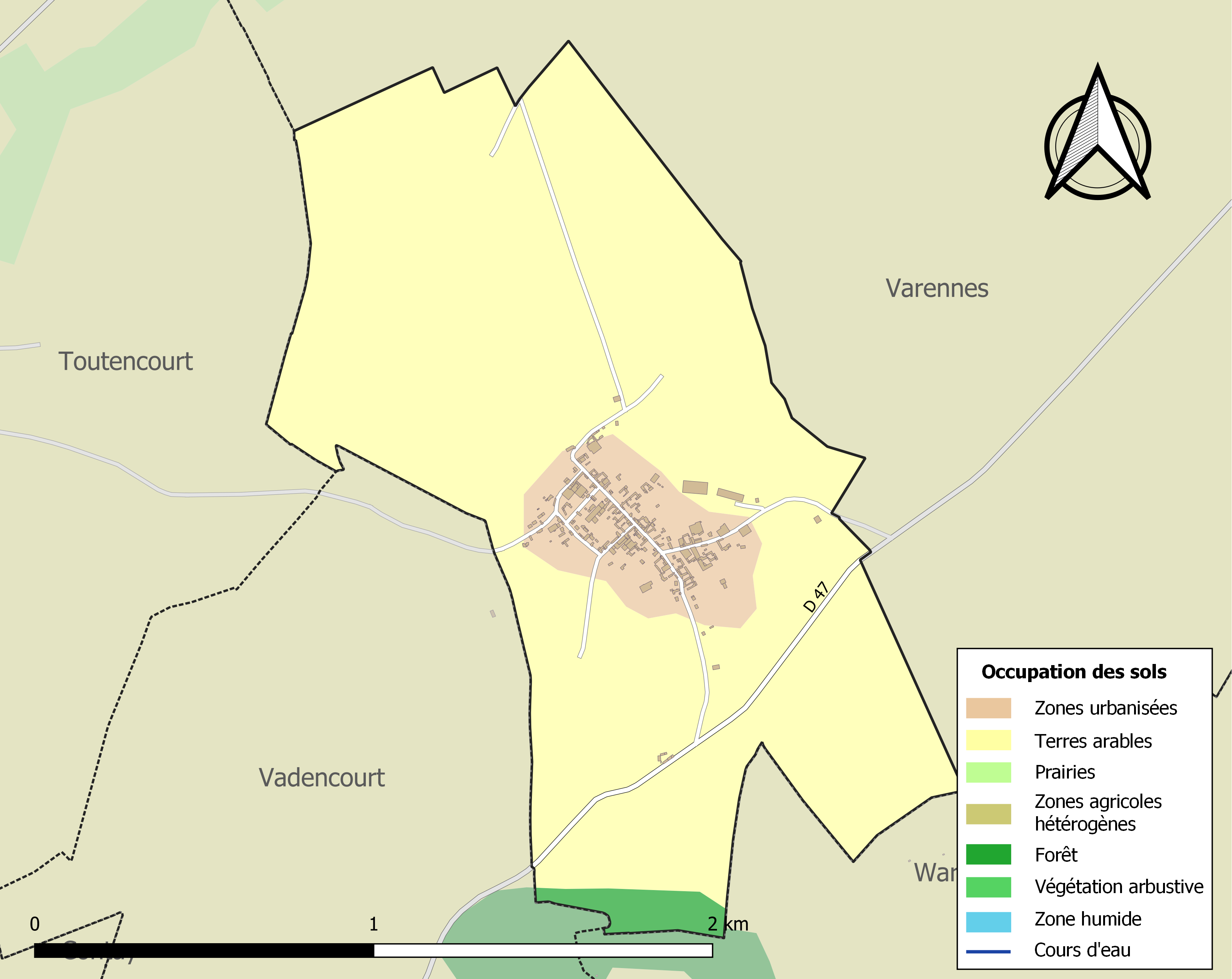
Carte des infrastructures et de l'occupation des sols de la commune en 2018 (CLC).

## Toponymie
Dès 1190, Arponville est relevé. Au XIVe siècle, Harmonville en est une version dérivée. Ces toponymes pourraient découler de village au pied du mont.

## Histoire
Des armes en pierre taillée et des monnaies gallo-romaines ont été découvertes dans le village.
Depuis le très haut Moyen Âge, le village d'Harponville devait être dans l'aire d'influence de l'abbaye de Saint-Riquier. À quelques centaines de mètres, se trouvait le village d'Hierville (aujourd'hui disparu) qui lui dépendait très tôt de l'abbaye de Corbie. Le « Grès bénotte » (borne de limite) semble avoir été la délimitation entre les deux zones.
Sa situation stratégique à proximité de la route Amiens - Arras a permis sa survie grâce notamment au chemin de Saint Jacques de Compostelle (Niederstrasse).
Jusqu'au XVIIe siècle, il est difficile de connaître précisément l'histoire du village. Quelques noms d'obscure noblesse apparaissent à l'occasion de l'achat de terres sur la seigneurie (de Houblières, de Rigauville).
C'est à cette époque que la famille de Raincheval achète la seigneurie en 1683. C'est aussi à partir de cette date que Harponville va être marqué par l'influence de la religion protestante ; la belle-mère de Marc François de Raincheval était protestante.
Au XVIIIe siècle, on constate des enterrements de protestants dans leur jardin. Avec l'édit de tolérance, de nombreux protestants harponvillois qui s'étaient mariés à Tournai, officialisent leur union sur l'état-civil français.
Début XIXe siècle, l'entente entre les deux religions est telle que les deux confessions décident d'un commun accord de construire un mur dans l'église pour d'un côté avoir l'église catholique et de l'autre, le temple protestant.
Il faudra l'intervention du préfet et de l'évêque en 1804 pour que ce mur soit démoli.
Le premier temple protestant du département de la Somme est construit à Harponville en 1823. Il s'agit d'un bâtiment assez sommaire en torchis.
Ce temple brûle en 1859 avec une vingtaine de maisons et un second temple (le temple actuel) est construit en 1863.
 (novembre 2023).
Ferdinand-François-Séraphin Hespel (1750-après 1815), écuyer, est seigneur de Wledricq puis d'Harponville à partir de 1787. Fils de Clément-Séraphin-Marie Hespel, écuyer, seigneur d'Hocron (sur Sainghin-en Weppes) , de Coisnes (sur Salomé), bourgeois de Lille, député aux États de Lille  et d'Henriette-Françoise de Wazières, il est ondoyé à Lille le 19 septembre 1750, baptisé le 29 septembre, effectue une carrière militaire : enseigne aux gardes wallonnes le 14 mai 1767, sous-lieutenant le 27 avril 1771, lieutenant le 25 novembre 1779, chevalier de l'ordre d'Alcantara, retraité à Lille en avril 1783. Bourgeois de Lille le 5 février 1785, reçu aux États d'Artois  le 2 novembre 1787, il achète cette même année le domaine, seigneurie et château d'Harponville à Charles-Michel de Vaujours de Châtillon, époux de Marie-Françoise Picquet de Dourier. Il meurt à Amiens après 1815. Il a pris pour femme à Arras le 19 mai 1784, Joseph-Françoise-Hélène-Rosalie de Marbais (1760-1815), fille de Philippe-François-Eugène, écuyer, seigneur de Verval, et de Marie-Anne-Françoise de Leval. Née à Gauchin-le-Gal le 19 août 1760, elle meurt à Amiens le 18 mars 1815.
Wallerand-François-Eugène Hespel (1786-1862), fils de Ferdinand-François-Séraphin, écuyer puis comte d'Hespel, est seigneur d'Harponville. Il nait à Liévin le 24 juin 1786, devient officier au service de l' Espagne et meurt à Wazemmes (Lille) le 9 octobre 1862, à 76 ans. Il épouse à Lille le 27 mai 1812 Émeraude-Pétronille-Méliton-Marguerite du Chastel de la Howarderie (1786-1854), (famille du Chastel de la Howarderie), fille de Ferdinand-François, comte du Chastel, et de Catherine-Adélaïde-Gille Le Brun, baptisée à Lille le 1er mai 1786, légitimée par un jugement du tribunal civil de Lille le 10 décembre 1804, morte à Lille le 4 décembre 1854, à 68 ans.
Wallerand-Ferdinand-Gustave-Eugène, comte d'Hespel d'Harponville (1813-1873), est le fils de Wallerand-François-Eugène. Il nait à Paris le 26 septembre 1813, devient officier au régiment des chevau-légers de l'empereur d'Autriche François Ier en 1833, puis capitaine d'état-major au service de Don Carlos d'Espagne (Charles de Bourbon), chevalier de l'ordre de Saint Ferdinand et meurt à Paris le 28 janvier 1873. Il est probablement le Gustave d'Hespel d'Harponville, vicomte, auteur en 1850 du livre La reine des Antilles; ou, Situation actuelle de l'île de Cuba. Il prend pour femme à Paris le 12 mars 1839 Gabrielle-Antoinette-Thécle Cortois de Charnailles, née à Paris le 15 février 1815, fille de Didier, vicomte de Charnailles (Charnailles est un hameau de Jambles), ancien officier d'infanterie, et d'Alexandrine-Rose-Zoé de Pierrepont.
Ferdinand-Baudouin-Édouard, comte d'Hespel de Harponville, fils de Wallerand-Ferdinand-Gustave-Eugène, nait à Tournai le 21 novembre 1844 et devient militaire. Il est engagé volontaire le 13 juin 1864, effectue sa carrière en commençant en tant que soldat, devient caporal, sergent, passe par l'école militaire spéciale et devient officier. Il participe à la guerre franco-allemande de 1870 du 19 août 1870 au 15 avril 1871. Blessé légèrement par un éclat d'obus le 1er septembre 1870, il est fait prisonnier le lendemain et reste en captivité jusqu'au 15 avril 1871. Il termine en tant que chef de bataillon commandant un régiment territorial d'infanterie en 1891. Il est fait chevalier de la légion d'honneur le 30 décembre 1890 au titre du Ministère de la Guerre. Il prend pour femme le 9 juillet 1877 au château de Marceley, dans le Calvados (sans doute du Marcelet sur Saint-Manvieu-Norrey) Julie-Stylite-Éveline Lebas de Courmont, née audit château en août 1856, fille de Jules-Eugène et de Styliste-Ernestine Pontas du Méril,
Marie Hespel, comtesse d'Hespel d'Harponville, fille de Ferdinand-Baudouin-Édouard, nait au château de Marceley le 9 janvier 1879. Elle y épouse le 9 février 1899 Augustin-Paul-Marie-Joseph prince de Broglie Revel (Maison de Broglie), fils du prince Raymond-Amédée-Charles et de Marie-Louise de Vidart. Né le 22 novembre 1864, l'époux occupe la fonction d'officier de cavalerie.
En mars 1871, les Prussiens tentent des réquisitions de bestiaux dans le village. Une résistance locale conduit à une intervention brutale sur la localité.
La guerre de 1914-1918 n'a pas trop touché le village. Un système défensif (blockhaus, tranchées) assez étendu était installé depuis le lieu-dit Bois de l'Abbaye jusqu'au Mont d'Harponville. Pour l'anecdote, on peut citer l'arrestation d'un soldat anglais pyromane qui avait provoqué l'incendie de plusieurs granges.
La Seconde Guerre mondiale est quasiment passée inaperçue. Néanmoins, il semble qu'un Harponvillois ait caché un résistant informateur pour la préparation de l'opération Jéricho sur la prison d'Amiens.

## Politique et administration
Par arrêté préfectoral du 27 décembre 2016, la commune est détachée le 1er janvier 2017 de l'arrondissement d'Amiens pour intégrer l'arrondissement de Péronne.

### Liste des maires
| Période                                  | Période                   | Identité            | Étiquette | Qualité        |
| ---------------------------------------- | ------------------------- | ------------------- | --------- | -------------- |
| Les données manquantes sont à compléter. |                           |                     |           |                |
| mars 1983                                | mai 2020                  | M. Dominique Renaud |           |                |
| mai 2020                                 | En cours (au 27 mai 2020) | Christophe Lemaitre |           | Sapeur-pompier |

### Distinctions et labels
- La commune est saluée pour son fleurissement remarquable et sera proposée en 2025 pour l'obtention d'une fleur au concours des villes et villages fleuris[23].

## Démographie
L'évolution du nombre d'habitants est connue à travers les recensements de la population effectués dans la commune depuis 1793. Pour les communes de moins de 10 000 habitants, une enquête de recensement portant sur toute la population est réalisée tous les cinq ans, les populations de référence des années intermédiaires étant quant à elles estimées par interpolation ou extrapolation. Pour la commune, le premier recensement exhaustif entrant dans le cadre du nouveau dispositif a été réalisé en 2008.

En 2022, la commune comptait 172 habitants, en évolution de −7,53 % par rapport à 2016 (Somme : −1,26 %, France hors Mayotte : +2,11 %).
| 1793 | 1800 | 1806 | 1821 | 1831 | 1836 | 1841 | 1846 | 1851 |
| ---- | ---- | ---- | ---- | ---- | ---- | ---- | ---- | ---- |
| 468  | 464  | 513  | 538  | 540  | 599  | 608  | 574  | 568  |

| 1856 | 1861 | 1866 | 1872 | 1876 | 1881 | 1886 | 1891 | 1896 |
| ---- | ---- | ---- | ---- | ---- | ---- | ---- | ---- | ---- |
| 592  | 576  | 546  | 479  | 470  | 428  | 411  | 373  | 364  |

| 1901 | 1906 | 1911 | 1921 | 1926 | 1931 | 1936 | 1946 | 1954 |
| ---- | ---- | ---- | ---- | ---- | ---- | ---- | ---- | ---- |
| 332  | 311  | 292  | 245  | 240  | 222  | 245  | 201  | 192  |

| 1962 | 1968 | 1975 | 1982 | 1990 | 1999 | 2006 | 2008 | 2013 |
| ---- | ---- | ---- | ---- | ---- | ---- | ---- | ---- | ---- |
| 177  | 160  | 151  | 150  | 130  | 125  | 148  | 155  | 183  |

| 2018 | 2022 | - | - | - | - | - | - | - |
| ---- | ---- | - | - | - | - | - | - | - |
| 174  | 172  | - | - | - | - | - | - | - |

## Culture locale et patrimoine

### Lieux et monuments

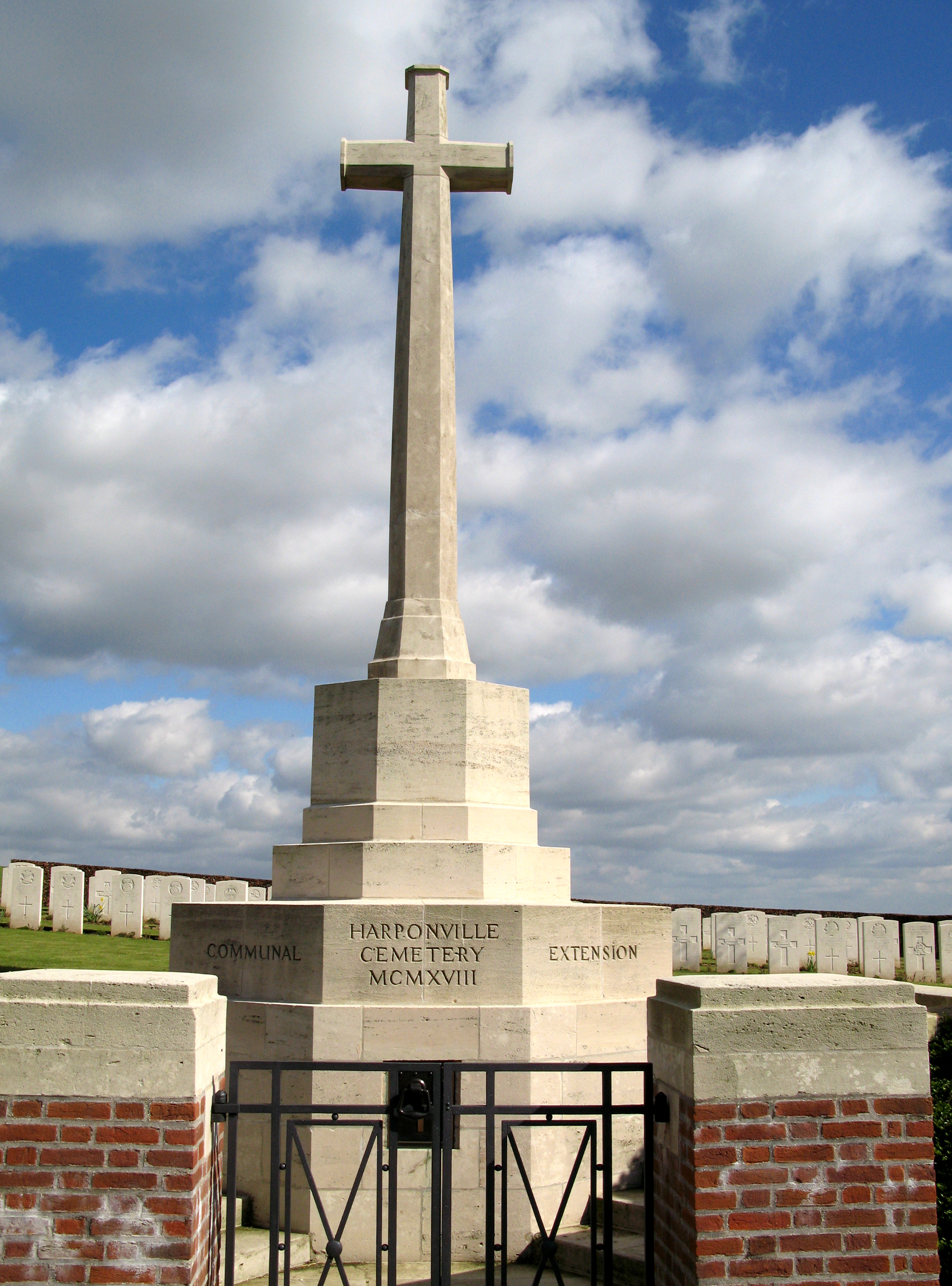
La croix à l'entrée du cimetière militaire.

- Église de la Sainte-Trinité. Datant du XIXe siècle, ses pierres proviennent de l'ancien château d'Harponville et de l'ancienne église de l'abbaye de Clairfaye. La base de murs est constituée d'une ceinture de grès, haute d'environ un mètre.
- Temple protestant du XIXe siècle (exposition permanente à l'intérieur).
- École datant du XIXe siècle.
- Ferme de l'Hayette (ancien relais de diligence de 1855).
- Place du village, terrain de ballon au poing bordé de tilleuls avec calvaire du XIXe siècle.
- Monument aux morts, surmonté d'une croix de guerre 1914-1918.
- Cimetière militaire britannique[28].
- Cimetières civils (communal et protestant).
- Grès bénotte (au carrefour du bas du village).
- Vue du Mont d'Harponville.
- Granges en torchis.
- Puits communal.
- Chemin du Tour des Haies.
- Chemin de Saint-Jacques-de-Compostelle.
- Circuit des protestants.

### Personnalités liées à la commune
- Tiodave Sambé Destrotilles : professeur de picard à l'université d'Amiens, chef d'entreprise en langue et culture picarde à Harponville[29] ;
- Sam Corwynn : luthier, musicien et sorcier à Harponville[30],[31] ;
- Véronique Vivien (1781-1869), la grognarde d'Harponville[32].

### Héraldique
| Blason de Harponville | Blason  | De gueules à un fer de harpon à deux crochets d'or. |
| Blason de Harponville | Détails | Armes parlantes. Quand, vers 1879, le village d'Harponville a dû reconstruire son église à la suite d'un incendie, la commune s'est dotée un blason, marquant sa participation au financement de la nouvelle construction. La commune avait choisi des armes parlantes, montrant un blason « au fer de harpon à double crochet ». Les émaux sont ceux qui colorent les armes de deux familles ayant possédé la seigneurie d'Harponville : les De Domqueur (XVIe et XVIIe siècles : d'or au chevron de gueules) et les De Raincheval (XVIIe et XVIIIe siècles : de gueules semé de billettes d'or, à un lion du même brochant). Création 1879 et projet définitif de Jacques Dulphy & Daniel Juric, adopté en mars 2021. |